# Посольство России в Азербайджане
Посо́льство Росси́йской Федера́ции в Баку — дипломатическое представительство Российской Федерации в Азербайджанской Республике.
Чрезвычайным и полномочным послом Российской Федерации в Азербайджане с 14 июня 2023 года является Михаил Евдокимов.

## История
2 марта 1992 года послом России в Азербайджане был назначен Вальтер Шония, ранее бывший советником-посланником Посольства СССР в Турции. 4 апреля 1992 года были официально установлены дипломатические отношения между Азербайджанской Республикой и Российской Федерацией, когда министры иностранных дел Азербайджана Гусейнага Садыхов и России Андрей Козырев подписали Протокол об установлении дипломатических отношений между двумя странами.
25 сентября 1992 года российское посольство в Баку было официально открыто.
В августе 1998 года был открыт новый комплекс зданий посольства.

## Адрес посольства
Азербайджан, г. Баку, ул. Бакиханова, 17. Там же находится и консульский отдел посольства.